# Llista de Mestres d'escacs polonesos
Aquesta és una llista de Mestres d'escacs polonesos. Alguns dels jugadors posteriorment en la seva carrera van assumir la ciutadania d'un altre país (per exemple, Janowski i Najdorf més tard es van convertir en ciutadans francesos i argentins respectivament).
Mestres d'escacs (homes):
- ? – Jan Herman Zukertort
- ? – Szymon Winawer
- ? – Dawid Janowski
- ? – Henryk Jerzy Salwe
- ? – Dawid Przepiórka
- ? – Teodor Regedziński
- 1950 - Akiba Rubinstein - Gran Mestre
- 1950 - Ksawery Tartakower - Gran Mestre
- 1950 – Mieczysław Najdorf – Gran Mestre
- 1950 - Kazimierz Makarczyk
- 1950 – Kazimierz Plater
- 1953 - Bogdan Śliwa
- 1955 - Paulin Frydman
- 1976[1] – Włodzimierz Schmidt – Gran Mestre
- 1977 - Aleksander Sznapik
- 1980[2] – Adam Kuligowski – Gran Mestre
- 1990 - Aleksander Wojtkiewicz - Gran Mestre
- 1993[3] – Robert Kuczyński – Gran Mestre
- 1996[4] – Marcin Kamiński – Gran Mestre
- 1996 – Robert Kempiński – Gran Mestre
- 1996 – Michał Krasenkow – Gran Mestre
- 1997 – Jacek Gdański – Gran Mestre
- 1998 – Bartłomiej Macieja – Gran Mestre
- 1998 - Tomasz Markowski - Gran Mestre
- 1999 – Bartosz Soćko – Gran Mestre
- 2000 – Paweł Jaracz – Gran Mestre
- 2001 - Paweł Blehm - Gran Mestre
- 2002 – Artur Jakubiec – Gran Mestre
- 2002 – Kamil Mitoń – Gran Mestre
- 2002 – Mirosław Grabarczyk – Gran Mestre
- 2003 – Łukasz Cyborowski – Gran Mestre
- 2003 – Aleksander Miśta – Gran Mestre
- 2005[5] – Mateusz Bartel – Gran Mestre
- 2005[6] – Piotr Bobras – Gran Mestre
- 2005[7] – Radosław Wojtaszek – Gran Mestre
- 2006[8] – Paweł Czarnota – Gran Mestre
- 2006[9] – Grzegorz Gajewski – Gran Mestre
- 2006 – Bartłomiej Heberla – Gran Mestre
- 2006 – Radosław Jedynak – Gran Mestre
- 2007[10] – Marcin Dziuba – Gran Mestre
- 2008[11] – Monika Soćko – Gran Mestre (2008), Gran Mestre Femení (1995)
- 2009[12] – Krzysztof Jakubowski – Gran Mestre
- 2009[13] – Wojciech Moranda – Gran Mestre
- 2009[14] – Michał Olszewski – Gran Mestre
- 2009[15] – Dariusz Świercz – Gran Mestre
- 2010 – Rafał Antoniewski – Gran Mestre
- 2012 – Krzysztof Bulski – Gran Mestre
- 2010 – Kacper Piorun – Gran Mestre
- 2012 – Jacek Tomczak – Gran Mestre
- 2013[16] – Jan-Krzysztof Duda – Gran Mestre
- 2013 - Kamil Dragun - Gran Mestre
- 2013 – Marcin Tazbir – Gran Mestre
- 2014 – Zbigniew Pakleza – Gran Mestre
- 2015 – Jacek Stopa – Gran Mestre
- 2016 – Marcel Kanarek – Gran Mestre
- 2017 – Daniel Sadzikowski – Gran Mestre
- 2017 – Tomasz Warakomski – Gran Mestre
- 2018 – Grzegorz Nasuta – Gran Mestre
- 2019 – Oskar Wieczorek – Gran Mestre
- 2020 – Maciej Klekowski – Gran Mestre
- 2021 – Łukasz Jarmuła – Gran Mestre

Mestres d'escacs (dones):
- 1981 - Hanna Ereńska - Gran Mestre Femení
- 1984 - Krystyna Hołuj-Radzikowska - Gran Mestre Femení
- 1986 - Agnieszka Brustman - Gran Mestre Femení
- 1994 - Krystyna Dąbrowska - Gran Mestre Femení
- 1995[17] – Monika Soćko (Bobrowska) – Gran Mestre Femení (1995), Gran Mestra (2008)
- 1997 - Joanna Dworakowska - Gran Mestre Femení, Mestra Internacional (2001)
- 1998 - Iweta Rajlich - Gran Mestre Femení, Mestra Internacional (2002)
- 1999 – Marta Michna – Gran Mestre Femení
- 2005 - Jolanta Zawadzka - Gran Mestre Femení
- 2006 – Beata Zawadzka – Gran Mestre Femení
- 2007 – Barbara Jaracz – Gran Mestre Femení
- 2008 - Monika Krupa - Gran Mestre Femení
- 2009 – Marta Bartel – Gran Mestre Femení
- 2009 – Joanna Majdan – Gran Mestre Femení
- 2010 – Karina Cyfka – Gran Mestre Femení, Mestra Internacional (2016)
- 2012 – Katarzyna Toma – Gran Mestre Femení
- 2013 – Joanna Worek – Gran Mestre Femení
- 2014 – Klaudia Kulon – Gran Mestre Femení